# FC Seuzach
Der FC Seuzach (umgangssprachlich: FC Seuzi) ist ein Schweizer Fussballverein aus der Region Winterthur im Kanton Zürich.
Der 1976 gegründete Verein spielt in der 2. Liga interregional, der fünfthöchsten Spielklasse in der Schweiz. Die Heimspiele trägt der Verein auf dem Sportplatz Rolli aus.
Die bisher grössten Erfolge gelangen in der Saison 2002/03, als der Verein bis in die erste Hauptrunde des Schweizer Cups vorstiess und dort FC Wittenbach im Elfmeterschiessen unterlag und viel Aufmerksamkeit erregte auch der 1/16-Final im Schweizer Cup 2016/17, bei dem Seuzach im Heimspiel vor 3500 Zuschauern gegen den Grasshopper-Club Zürich antrat. Der Seuzacher Beni Turnheer berichtete über das Spiel für SRF Sport Aktuell.
Im Juni 2024 wurde der FC Seuzach als bisher erst 20. Verein der Schweiz mit dem Label Quality Club vom schweizerischen Fussballverband SFV ausgezeichnet. 

## Geschichte
Bereits im Jahre 1934 unternahm Hans Strässler einen ersten Versuch in Seuzach einen Fussballklub gründen. Er war sich damals auch nicht zu schade die Stulpen selber zu stricken. Doch zu jener Zeit fand der Fussball zu wenig Unterstützung in der Gesellschaft und so vergingen 40 Jahre bis zu einem zweiten Anlauf.
1974 zogen Hans Stahel, Jürg Fehr (ehemaliger FCW-Spieler), Mario Blaser und René Stamm von Haus zu Haus um engagierte Gleichgesinnte zu finden. Dies gelang und so fand am 3. April 1976 die Gründungsversammlung statt. Dabei wurde Rudolf Scherrer zum ersten Präsidenten gewählt.
Per 1. Juni 2018 fusionierte der FC Seuzach mit dem SC Hettlingen.